# Mestna avtobusna linija št. 55 (Szczecin)
Mestna avtobusna linija številka 55 (Basen Górniczy – Autostrada) je ena izmed avtobusnih linij javnega mestnega prometa v Ščečinu. Povezuje Międzyodrze-Wyspa Pucka in Zdroje.  Ova linija je začela obratovati 1955.

## Trasa
Basen Górniczy - Most Pionierów - Eskadrowa - Leszczynowa - Batalionów Chłopskich - Granitowa - Metalowa - Przodowników Pracy - Rymarska - Autostrada